# Nad soutokem
Nad soutokem – szczyt (góra) o wysokości 1060 m n.p.m. (podawana jest też wysokość 1057 m n.p.m.  lub 1057,2 m n.p.m. ), będący grupą skalną w paśmie górskim Wysokiego Jesionika (cz. Hrubý Jeseník), w północno-wschodnich Czechach, w Sudetach Wschodnich, na Morawach, w obrębie gminy Loučná nad Desnou, oddalony o około 2,8 km na południowy zachód od szczytu góry Pradziad (cz. Praděd). Rozległość góry (powierzchnia stoków) szacowana jest na około 58 hektarów i jest jedną z najmniejszych w paśmie Wysokiego Jesionika, a średnie nachylenie wszystkich stoków wynosi około 22°.

## Charakterystyka

### Lokalizacja
Góra Nad soutokem położona jest niemalże w centrum Wysokiego Jesionika, leżąca w jego części – w centrum (mikroregionu) o nazwie Masyw Pradziada (cz. Pradědská hornatina) oraz usytuowana na końcu bocznego ramienia grzbietu (grzebienia) głównego góry Pradziad, biegnącego od przełęczy Skřítek do przełęczy Červenohorské sedlo, w ciągu szczytów (Petrovy kameny → Nad soutokem). Jest górą bardzo słabo rozpoznawalną, ponieważ na wielu mapach nie naniesiono jej nazwy  , a nawet nie zaznaczono jej lokalizacji, widoczną z jej bliskiej okolicy, m.in. z biegnącego niedaleko niej zielonego szlaku turystycznego , wytyczonego na trasie Skřítek – U Kamenné chaty. Jest górą niewidoczną m.in. z drogi okalającej połać szczytową góry Pradziad (przysłonięta wypukłością stoku góry Pradziad) czy też z innego charakterystycznego punktu widokowego – z drogi okalającej szczyt góry Dlouhé stráně, bo przysłonięta górą Velká Jezerná.
Górę ograniczają: od północnego wschodu przełęcz o wysokości 1040 m n.p.m. w kierunku szczytu Petrovy kameny, od południowego wschodu, południa i południowego zachodu dolina potoku o nazwie Sviní potok, płynącego w żlebie Sviní žleb, od zachodu dolina rzeki Divoká Desná oraz od północnego zachodu i północy dolina potoku Velký Dědův potok, płynącego w żlebie Důl Velkeho Děda. W otoczeniu góry znajdują się następujące szczyty: od północy Divoký kámen, od północnego wschodu Velký Děd, Pradziad i Petrovy kameny, od wschodu Vysoká hole, od południowego wschodu Vysoka hole–JZ, Kamzičník i Zámčisko–S, od południowego zachodu Zámčisko–SZ oraz od północnego zachodu Velká Jezerná–J i Velká Jezerná.        

### Stoki

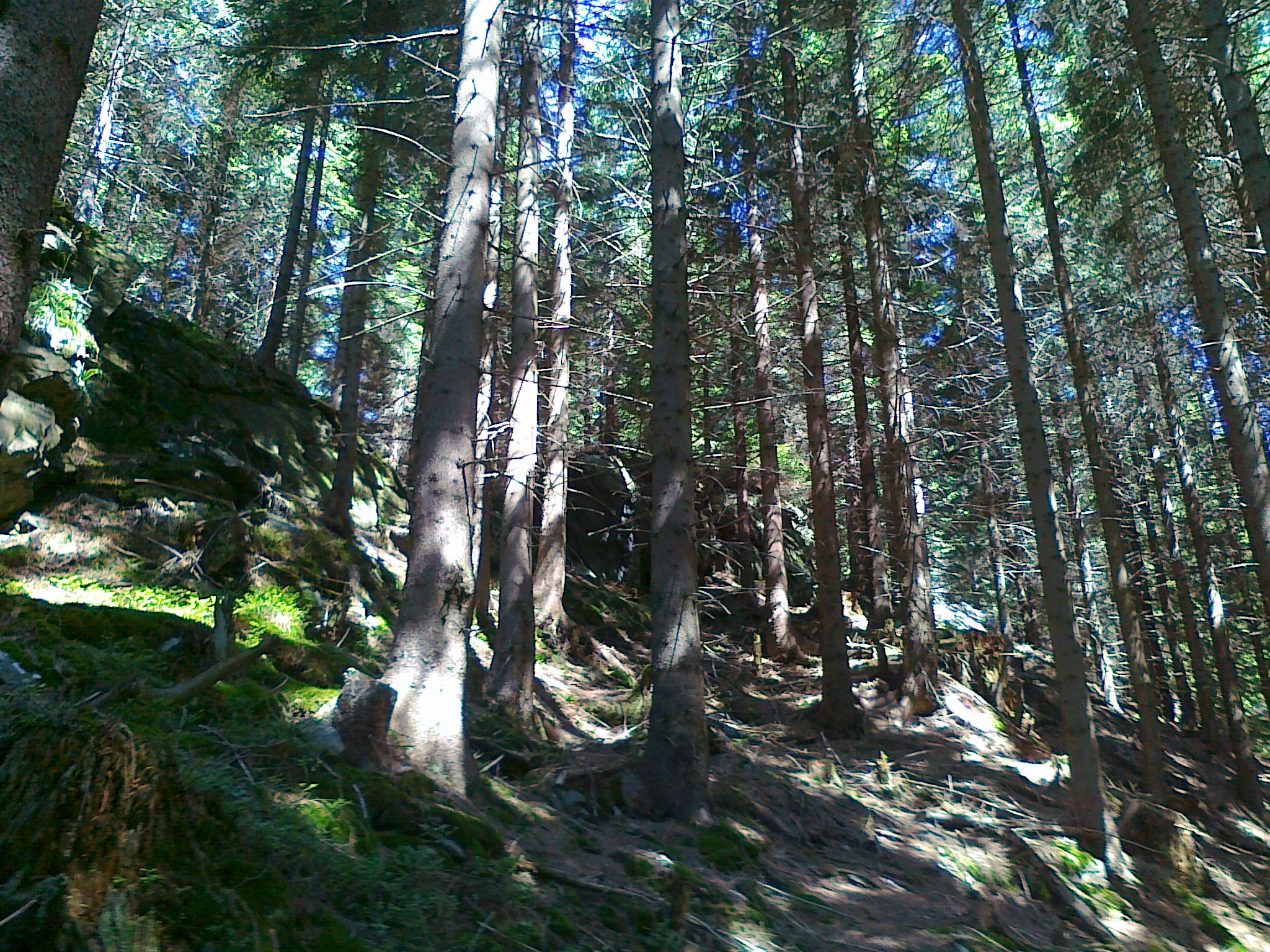
Górna część stoku południowo-wschodniego góry Nad soutokem (2020 rok)

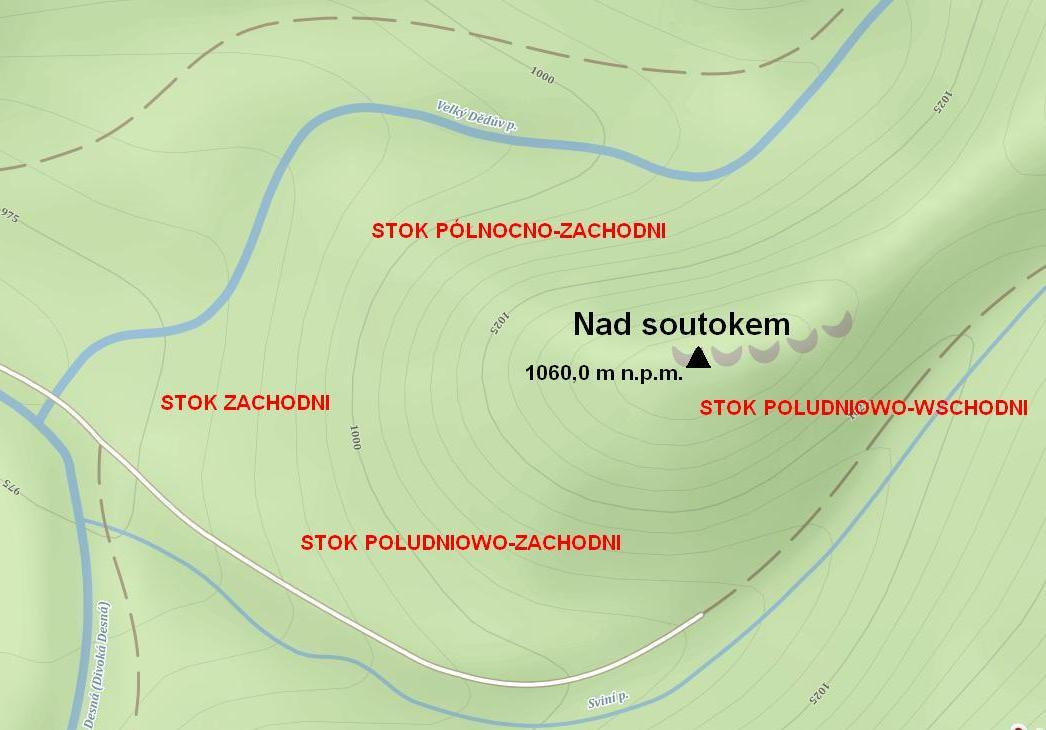
Mapa stoków góry Nad soutokem

W obrębie góry można wyróżnić cztery następujące zasadnicze stoki:
- południowo-wschodni, ciągnący się od szczytu do doliny potoku Sviní potok na kierunku SE
- południowo-zachodni, ciągnący się od szczytu do doliny potoku Sviní potok na kierunku SW
- zachodni, ciągnący się od szczytu do doliny rzeki Divoká Desná
- północno-zachodni, ciągnący się od szczytu do doliny potoku Velký Dědův potok

Wszystkie stoki są zalesione tylko gęstym borem świerkowym, z występującymi u podnóży stoków południowo-wschodniego i południowo-zachodniego nielicznymi polanami. W poprzek stoku południowo-wschodniego, na wysokościach około (1025–1040) m n.p.m. rozciąga się na długości około 80 m grupa skalna. W obrębie góry brak jest pojedynczych, większych skalisk. 
Stoki mają stosunkowo jednolite, przeważnie strome i zróżnicowane nachylenia. Średnie nachylenie stoków waha się bowiem od 20° (stok zachodni) do 34° (stok północno-zachodni). Średnie nachylenie wszystkich stoków góry (średnia ważona nachyleń stoków) wynosi około 24°. Maksymalne średnie nachylenie stoku północno-zachodniego pod szczytem, na wysokościach około 1030 m n.p.m., na odcinku 50 m nie przekracza 45°. U podnóży stoków południowo-wschodniego, południowo-zachodniego i zachodniego przebiegają nieliczne drogi, a na stokach nieliczne nieoznakowane ścieżki.
| Stoki góry Nad soutokem |                     |                 |                 |                    |
| Lp.                     | Stok                | Długość stoku m | Przewyższenie m | Średnie nachylenie |
| 1                       | Południowo-wschodni | 90              | 45              | 27°                |
| 2                       | Południowo-zachodni | 195             | 75              | 21°                |
| 3                       | Północno-zachodni   | 75              | 50              | 34°                |
| 4                       | Zachodni            | 230             | 85              | 20°                |

### Szczyt

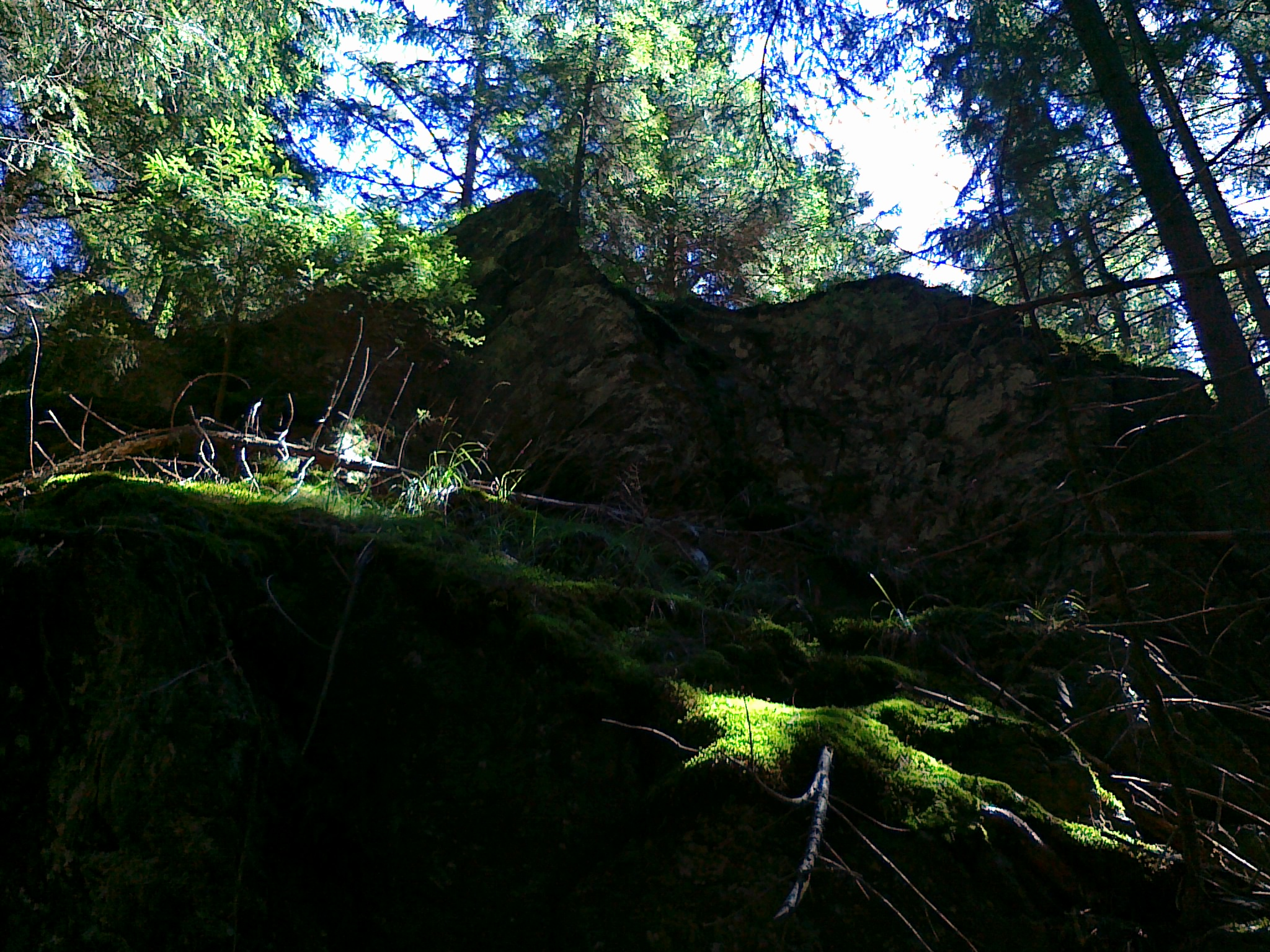
Widok na grupę skalną Nad soutokem (2020 rok)

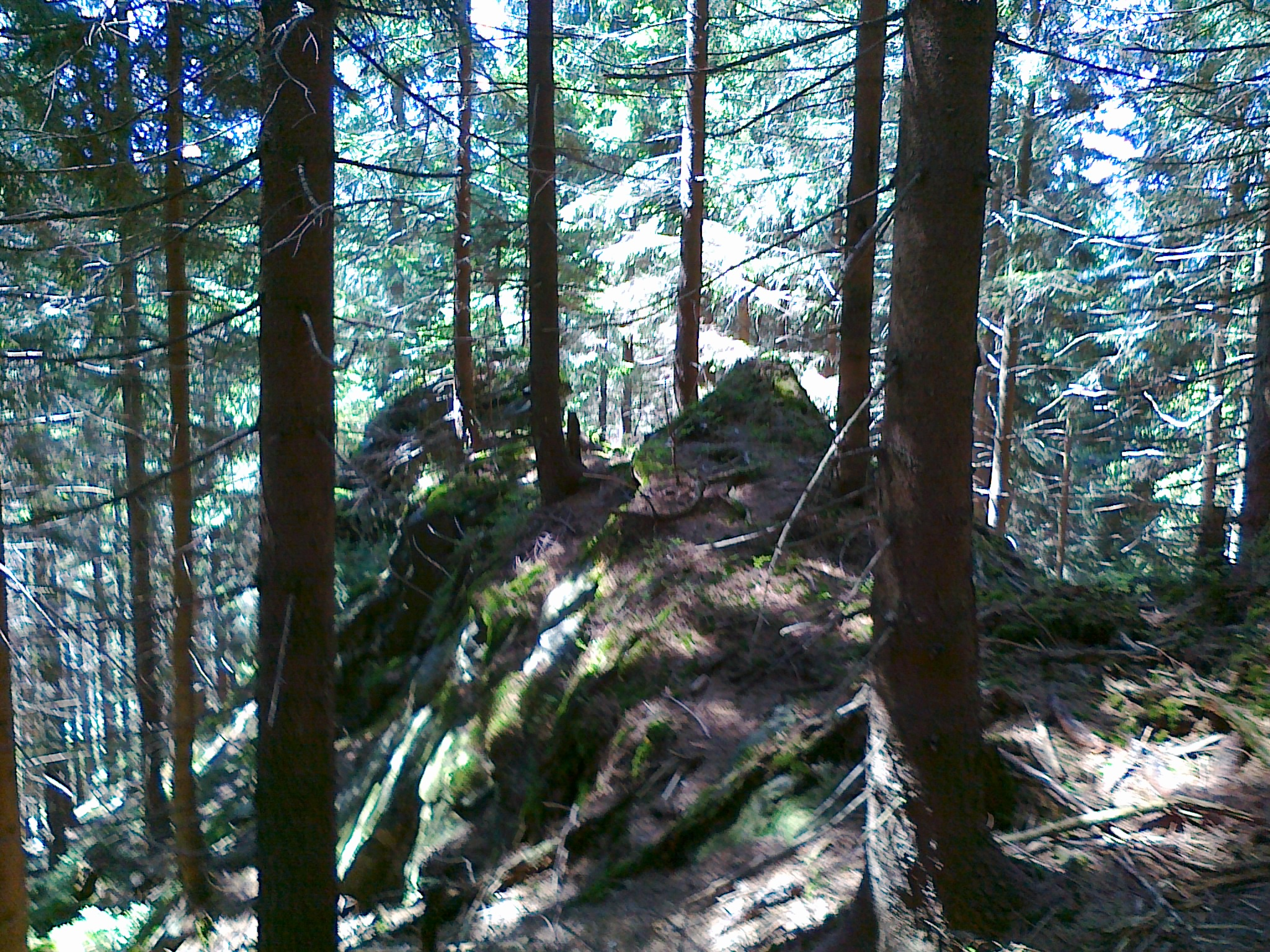
Widok na grupę skalną Nad soutokem (2020 rok)

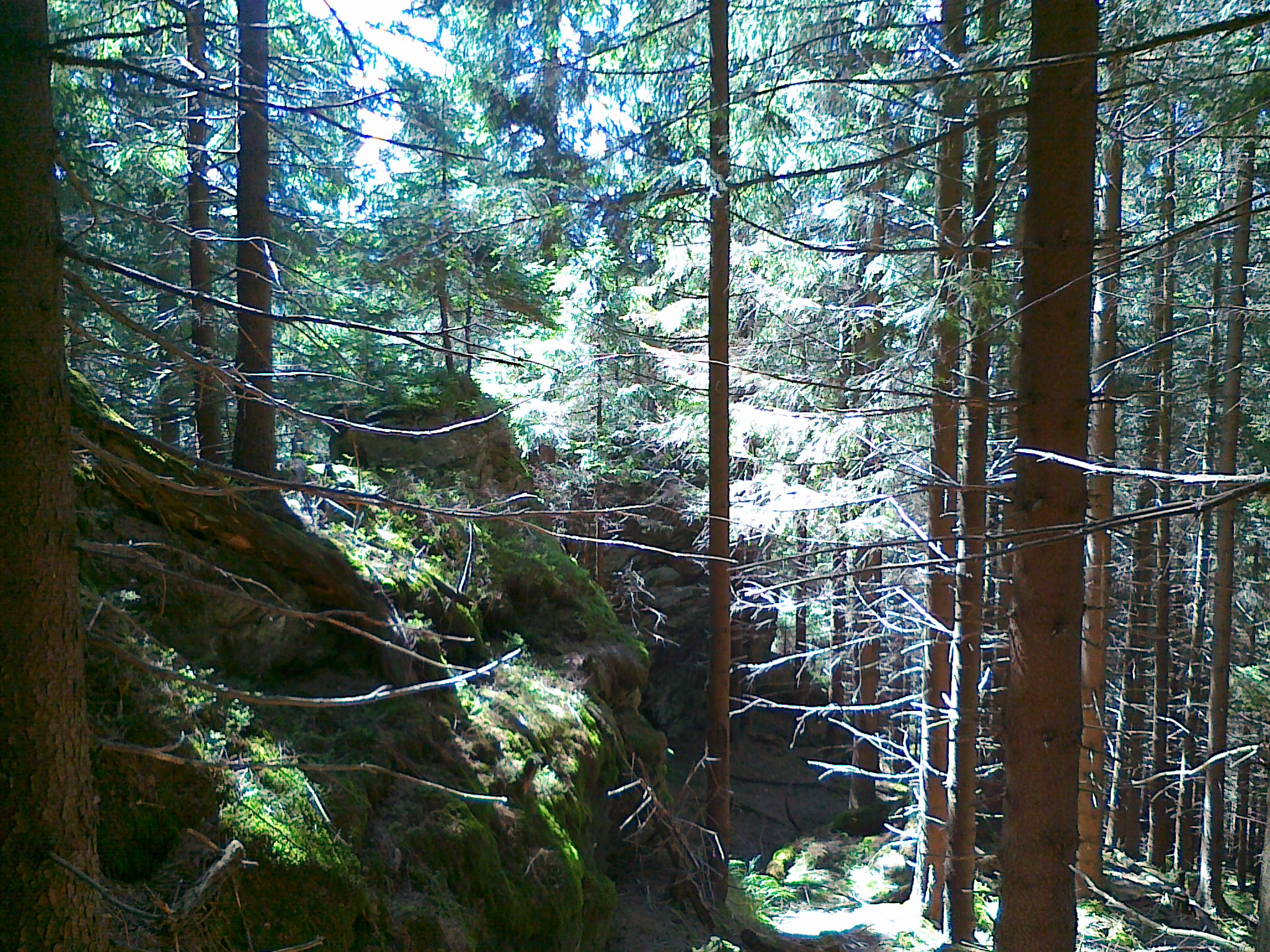
Połać szczytowa przy grupie skalnej Nad soutokem (2020 rok)

Nad soutokem jest szczytem pojedynczym. Na szczyt nie prowadzi żaden znakowany szlak turystyczny. Na połaci szczytowej znajduje się rozległa grupa skalna, rozpostarta na kierunku zachód – północny wschód, o przybliżonych wymiarach poziomych (200 × 25) m, zajmująca powierzchnię około 3680 m², otoczona borem świerkowym oraz pokryta wokół trawą wysokogórską. Stoki przy skaliskach – z uwagi na nachylenie – są miejscami urwiskami. Skalisko szczytowe z uwagi na zalesienie nie jest punktem widokowym. Na połaci szczytowej nie ma punktu geodezyjnego . Państwowy urząd geodezyjny o nazwie (cz. Český úřad zeměměřický a katastrální (CÚZK)) w Pradze podaje jako najwyższy punkt – szczyt – o wysokości 1060,0 m n.p.m. i współrzędnych geograficznych (50°03′48,0″N 17°12′21,1″E/50,063333 17,205861).  
Dojście do szczytowej grupy skalnej następuje z wytyczonego w jej pobliżu zielonego szlaku turystycznego  i skrzyżowania turystycznego o nazwie (cz. Zámčisko), od którego należy przejść drogą – biegnącą przy potoku Sviní potok – odcinek o długości około 630 m, po czym należy skręcić w lewo i stromym stokiem orientacyjnie dojść w ten sposób, po około 75 m do połaci szczytowej.

### Geologia
Pod względem geologicznym część góry Nad soutokem należy do jednostki określanej jako warstwy vrbneńskie, a część do jednostki określanej jako kopuła Desny i zbudowana jest ze skał metamorficznych, głównie gnejsów (muskowitów i biotytów).

### Wody
Grzbiet główny (grzebień) góry Pradziad, biegnący od przełęczy Skřítek do przełęczy Červenohorské sedlo oraz dalej do przełęczy Ramzovskiej (cz. Ramzovské sedlo) jest częścią granicy Wielkiego Europejskiego Działu Wodnego, dzielącej zlewiska Morza Bałtyckiego i Morza Czarnego . 
Góra Nad soutokem położona jest na zachód od tej granicy, należy więc do zlewni Morza Czarnego, do którego płyną wody m.in. z dorzecza Dunaju, będącego przedłużeniem płynących z tej części Wysokiego Jesionika rzek i górskich potoków (m.in. rzeki Divoká Desná i płynących w pobliżu góry potoków: Sviní potok czy Velký Dědův potok). Na stokach nie płyną jakiekolwiek potoki oraz nie ma tam również źródeł. W granicznych żlebach nie występują też wodospady czy kaskady.

## Ochrona przyrody
Cała góra znajduje się w obrębie wydzielonego obszaru objętego ochroną o nazwie Obszar Chronionego Krajobrazu Jesioniki (cz. Chráněná krajinná oblast (CHKO) Jeseníky), a utworzonego w celu ochrony utworów skalnych, ziemnych i roślinnych oraz rzadkich gatunków zwierząt. Na stokach nie utworzono żadnych rezerwatów przyrody czy pomników przyrody oraz nie wytyczono tam również żadnych ścieżek dydaktycznych. 

## Turystyka
Na górze Nad soutokem nie ma żadnego schroniska turystycznego lub hotelu górskiego, natomiast w odległości około 2,5 km w kierunku północno-wschodnim od szczytu, przy drodze Hvězda – Pradziad, na stoku góry Petrovy kameny znajdują się hotele górskie: Ovčárna i Figura oraz schronisko Sabinka. Nieco dalej, bo około 2,8 km na północny wschód od szczytu, na wieży Pradziad: hotel Praděd, około 2,3 km na północny wschód od szczytu schronisko Barborka i około 1,9 km na północny wschód od szczytu hotel Kurzovní chata. Ponadto w odległości około 1,1 km na południowy zachód od szczytu położona jest jedna z najstarszych chat Wysokiego Jesionika Františkova myslivna, postawiona w 1865 roku przez rodzinę Kleinów, wówczas jako chata łowiecka. Obecnie służy jako niewielkie schronisko turystyczne z ograniczoną bazą noclegową, dysponujące tylko 16 miejscami (własność prywatna).
Kluczowym punktem turystycznym jest oddalone o około 400 m na zachód od szczytu skrzyżowanie turystyczne Zámčisko z podaną na tablicy informacyjnej wysokością 970 m, przez które przechodzi jedyny najbliżej wyznaczony zielony szlak turystyczny . 

### Szlaki turystyczne, rowerowe i trasy narciarskie
Klub Czeskich Turystów (cz. Klub Českých Turistů) nie wytyczył w obrębie góry żadnego szlaku turystycznego czy szlaku rowerowego. Z tego względu góra ma bardzo ograniczone znaczenie turystyczne. Jest ona m.in. miejscem do podziwiania uroków grup skalnych dla miłośników tego sposobu wykorzystania wolnego czasu.
W obrębie góry nie poprowadzono żadnej trasy narciarstwa biegowego, ani żadnej trasy narciarstwa zjazdowego.